# Thalía (popalbum, 2003)
A Thalía a mexikói énekesnő 2003-ban kiadott első (s idáig egyetlen) angol nyelvű popalbuma. Az eddigi lemezeitől eltérően valódi amerikai popzene hallható rajta, úgymint hiphop vagy R’n’B, valamint balladák. Az énekesnő szokásához híven ezen az albumon is megtalálható három dal másik nyelvű változata, amelyet ezennel anyanyelvén, spanyolul énekel. Az album korlátozott kiadásban bónusz DVD-t is tartalmaz, amelyet az USA-ban kizárólag a Kmart áruházlánc forgalmazott.
A lemez nyitódala és egyben első kislemeze az ismert amerikai rapper, Fat Joe vendégszereplésével az I Want You, amely világszerte sikert aratott, hazánkban a 4. helyezést érte el a VIVA Chart Show slágerlistáján. Annak ellenére, hogy már az első héten felkerült az amerikai Billboard 200 lemezeladási lista 11. helyére, nem váltotta be „crossover”-hez fűzött reményeket.

## Az album dalai
1. I Want You feat. Fat Joe (Cory Rooney / Davy Deluge / Gregory Bruno / Joseph Cartagena / Thalía Sodi / Brenda Russell) 3:46
2. Baby, I’m in Love (Kara DioGuardi / Guy Roche) 3:54
3. Misbehavin’ (Steve Morales / David Siegel / Cathy Dennis) 3:37
4. Don’t Look Back (Martin Harrington / Ash Howes / Rob Davies) 3:14
5. Another Girl (Steve Morales / David Siegel / Cathy Dennis) 3:46
6. What’s It Gonna Be Boy (Cory Rooney / Steve Morales) 3:39
7. Closer to You (Thalía / Steve Morales / David Siegel / Gerina Di Marco) 3:56
8. Save the Day (Thalía / Lincoln Browder / Kara DioGuardi / Steve Morales / David Siegel) 3:45
9. Tú y yo (English Version) (Kara DioGuardi / Estéfano / Julio Reyes) 3:42
10. Dance, Dance (The Mexican) Hex Hector Club Mix (Thalía / J.C. Olivier / S. Barnes / Cory Rooney / Alan Shacklock) 8:47
11. Me pones sexy (I Want You) (Thalía / Cory Rooney / Davy Deluge / Gregory Bruno / Joseph Cartagena / Brenda Russell) 3:45
12. Alguien real (Baby, I’m in Love) 3:57
13. Cerca de ti (Closer to You) 3:56
14. Toda la felicidad (Don’t Look Back) 3:15

Az albumról az I Want You / Me pones sexy, a Baby, I’m in Love / Alguien real, valamint a Cerca de ti című dalokhoz készült videóklip.

### Bónusz-DVD (korlátozott Kmart-kiadás az USA-ban)
1. Thalía-interjú
2. I Want You (videóklip)
3. Me pones sexy (I Want You) (videóklip)

## Kritika
Thalía latin albumait maximális vonzerőre tervezték. A 2000-es Arrasando ritmusai magukat adták, rögtön táncolhatóak voltak, s ügyesen bemutatták magát a szórakoztató Thalíát. Mindezek után nem meglepő, hogy a latin szupersztár angol nyelvű debütáló albuma is hasonlóképpen mesterien szerkesztett. Mielőtt spanyol nyelvű albumba menne át a második részében, Thalía ravaszul végigfut azokon a stílusokon, amelyek a városi club/dance színtereit uralták, legalábbis a késői 1990-es évektől. Thalía Ashanti stílusjegyeket ötvöz Fat Joe-val az I Want You című bemutatkozó dalban, amelyben szintén van valami a Big Punisher Still Not a Prayer című klasszikus slágeréből. Pozitív energiát sugároz a Don’t Look Back, amely tulajdonképpen Kylie Minogue-tól a Love at First Sight gyengébb koppintása. Való igaz, hogy az ilyen zenével az előadóról alkotott összkép – stilizálás mind hangban, mind látványban – inkább piacképes, mint úttörő, amit Thalía is nagyon jól tud. Ám az album szelíd fotóiból, amelyek oldják a dívásságát egy átlagos, „amerikanizált” szexi popsztár-beállítás javára, olyan dalokhoz, mint a Misbehavin’ vagy a What’s It Gonna Be Boy, Thalía amerikai debütálása csak egy alvajáró üggyé válik, amely a J.Lo-t utánozni próbáló előadók tömkelegével hozza őt összefüggésbe. Sajnálatra méltó, hogy Thalía tehetségét megvezették, amikor egyébként annyira jól hangzik az izgalmas Closer to You és Save the Day dalokban: a Des’Ree érett hangjára emlékeztető két áradó balladában. Mondhatni, e dalok csupán még egy eltérő stílus, amellyel Thalía próbálkozik, de kifejező énekhangja által nyilvánvaló, hogy ez az, ahova ő tartozik, és több, mint ami a lagymatag Fat Joe duettről elmondható. Az album dupla csalódás, hiszen a második fele nagyrészt csak az első rész dalainak spanyol változataiból áll. E lemeztől azt várták, hogy megmutassa mindazt Amerikának, amit Mexikó és a világ már évekkel azelőtt is tudott Thalíáról. Ám sajnálatos módon az album nem koncentrál kellőképpen egyetlen dologra sem, amelytől igazán felemelkedhetne a csillaga.